# سوق المناخة
سوق المناخة أو سوق المدينة أو بقيع الخيل أو سوق المصلى هو أحد أسواق العرب القديمة التي لا تزال قائمة حتى الآن، ويقع في المدينة المنورة، وقد اختاره الرسول محمد للمسلمين وحدد موقعه ليخلصهم من سيطرة اليهود على اقتصاد المدينة، فقد روى ابن شبة أن رسول الله صلى الله عليه وسلم ضرب قبة في موضع بقيع الزبير فقال: هذا سوقكم، فأقبل كعب بن الأشرف فدخلها وقطع أطنابها، فقال رسول الله صلى الله عليه وسلم: «لا جرم لأنقلنها إلى موضع هو أغيظ له من هذا»؛ فنقلها إلى موضع سوق المدينة ثم قال: «هذا سوقكم لاتتحجروا ولا يضرب عليه الخراج». والسوق عبارة عن ساحة مخصصة للتجار يعرض كل تاجر فيها بضاعته من مطلع اليوم حتى نهايته ثم يحمل متاعه ليعود في اليوم الذي يليه.

## مظاهر السوق
يقع السوق في المنطقة المركزية غرب المسجد النبوي الشريف، الموقع الذي أكسبه حركة تجارية نشطة على مدار العام، إذ يتوافد إليه زوار المسجد النبوي الشريف والحجاج الذين يزورون المدينة بعد الانتهاء من أداء فريضة الحج. يتم تنظيمه من قبل لجنة مخصصة لإعادة تأهيل سوق المناخة والحفاظ على مكانة السوق التاريخية.، حيث خصصت اللجنة 1000 موقع للباعة الجائلين وفق ضوابط محددة وإصدار بطائق تعريفية لهم لعرض بضائعهم من الهدايا التذكارية والإكسسوارات والتمور.

## انظر ايضاً
- سوق المشقر
- سوق عكاظ
- سوق مجنة
- سوق دومة الجندل
- سوق الرابية